# Barcelos (freguesia)
A Freguesia de Barcelos foi uma freguesia portuguesa do Município de Barcelos, freguesia que tinha 1,3 km² de área e 4 660 habitantes (2011), e, por isso, uma densidade populacional de 3 584,6 hab/km².
Foi extinta em 2013, no âmbito de uma reforma administrativa nacional, tendo sido agregada às freguesias de Vila Boa, São Martinho de Vila Frescainha e São Pedro de Vila Frescainha, para formar uma nova freguesia denominada União das Freguesias de Barcelos, Vila Boa e Vila Frescainha (São Martinho e São Pedro) da qual é sede.

## População
| População da freguesia de Barcelos (1864 – 2011) | População da freguesia de Barcelos (1864 – 2011) | População da freguesia de Barcelos (1864 – 2011) | População da freguesia de Barcelos (1864 – 2011) | População da freguesia de Barcelos (1864 – 2011) | População da freguesia de Barcelos (1864 – 2011) | População da freguesia de Barcelos (1864 – 2011) | População da freguesia de Barcelos (1864 – 2011) | População da freguesia de Barcelos (1864 – 2011) | População da freguesia de Barcelos (1864 – 2011) | População da freguesia de Barcelos (1864 – 2011) | População da freguesia de Barcelos (1864 – 2011) | População da freguesia de Barcelos (1864 – 2011) | População da freguesia de Barcelos (1864 – 2011) | População da freguesia de Barcelos (1864 – 2011) |
| ------------------------------------------------ | ------------------------------------------------ | ------------------------------------------------ | ------------------------------------------------ | ------------------------------------------------ | ------------------------------------------------ | ------------------------------------------------ | ------------------------------------------------ | ------------------------------------------------ | ------------------------------------------------ | ------------------------------------------------ | ------------------------------------------------ | ------------------------------------------------ | ------------------------------------------------ | ------------------------------------------------ |
| 1864                                             | 1878                                             | 1890                                             | 1900                                             | 1911                                             | 1920                                             | 1930                                             | 1940                                             | 1950                                             | 1960                                             | 1970                                             | 1981                                             | 1991                                             | 2001                                             | 2011                                             |
| 2 639                                            | 3 062                                            | 3 312                                            | 3 483                                            | 3 626                                            | 3 734                                            | 4 042                                            | 4 780                                            | 4 718                                            | 5 420                                            | 4 084                                            | 3 807                                            | 4 371                                            | 5 213                                            | 4 660                                            |

No censo de 1864 figura como Barcelos-Santa Maria. Pelo decreto nº 15.929, de 31/08/1928, a sede desta freguesias foi elevada à categoria de cidade

## Património
- Torre do Cimo da Vila na Muralha de Barcelos
- Palácio Solar dos Pinheiros ou Palácio dos Pinheiros
- Paço dos Condes de Barcelos ou Paço dos Duques de Bragança (ruínas)
- Ponte de Barcelos sobre o Cávado
- Ermida de Nossa Senhora da Franqueira ou Igreja de Nossa Senhora da Franqueira
- Igreja do Bom Jesus da Cruz ou Igreja das Cruzes ou Igreja do Senhor da Cruz
- Pelourinho de Barcelos
- Campo da Feira de Barcelos e envolvente

## Resultados eleitorais para a Junta de Freguesia
| Partidos     | %    | M    | %    | M    | %    | M    | %    | M    | %    | M    | %    | M    | %    | M    | %    | M    | %    | M    | %    | M    |
| Partidos     | 1976 | 1976 | 1979 | 1979 | 1982 | 1982 | 1985 | 1985 | 1989 | 1989 | 1993 | 1993 | 1997 | 1997 | 2001 | 2001 | 2005 | 2005 | 2009 | 2009 |
| ------------ | ---- | ---- | ---- | ---- | ---- | ---- | ---- | ---- | ---- | ---- | ---- | ---- | ---- | ---- | ---- | ---- | ---- | ---- | ---- | ---- |
| PPD/PSD      | 29,7 | 3    | 32,9 | 5    | 32,2 | 5    | 34,4 | 3    | 36,7 | 4    | 26,9 | 3    | 27,4 | 3    | 32,7 | 3    | 24,7 | 3    | 36,8 | 4    |
| PS           | 26,8 | 3    | 23,7 | 3    | 27,4 | 4    | 30,7 | 3    | 39,7 | 4    | 42,6 | 4    | 52,1 | 5    | 43,4 | 5    | 35,6 | 4    | 42,6 | 5    |
| CDS-PP       | 25,2 | 2    | 23,9 | 3    | 20,7 | 2    | 17,2 | 2    | 10,0 | 1    | 15,3 | 1    | 11,1 | 1    | 7,0  |      | 6,1  |      | 6,1  |      |
| FEPU/APU/CDU | 15,2 | 1    | 17,8 | 2    | 16,4 | 2    | 14,1 | 1    | 8,8  |      | 9,8  | 1    | 5,0  |      | 8,6  | 1    |      |      | 4,1  |      |
| IND          |      |      |      |      |      |      |      |      |      |      |      |      |      |      |      |      | 22,1 | 2    |      |      |